# Франц Шмідт
Франц Шмідт (22 грудня 1874 , Братислава, Транслейтанія  — 11 лютого 1939 , Перхтольдсдорф, Медлінг ) — австрійський композитор і віолончеліст. Майстер пізньоромантичної симфонії, послідовник Густава Малера та Антона Брукнера.

## Біографія
Почав навчатися музики в рідному місті, деякий час займався грою на фортепіано під керівництвом Теодора Лешетицького. У 1888 році разом з сім'єю переїхав до Відня, де приступив до занять у Віденській академії музики у Фердинанда Гельмесберґера (віолончель), Роберта Фукса (композиція) і Антона Брукнера (контрапункт). Після закінчення курсу в 1896 році вступив за конкурсом віолончелістом в оркестр Віденської придворної опери, в якому грав до 1914 року, в тому числі під керівництвом Густава Малера, який довіряв Шмідту сольні партії. У 1914 році Шмідт змінив пульт на катедру, вступивши до Віденської академії музики як викладач фортепіано; надалі в різні роки він викладав також віолончель, контрапункт і композицію, в 1925 році зайняв пост директора академії, а в 1927—1931 був її ректором і лише в 1937 році залишив викладацьку діяльність через погіршення здоров'я.
У 1935—1937 роках створив масштабну ораторію «Книга за сімома печатками» на власне лібрето за «Апокаліпсисом». Ораторія вперше прозвучала в Відні 15 червня 1938 року; диригував колишній учень Шмідта, керівник Віденського симфонічного оркестру Освальд Кабаста.
Після аншлюса Шмідт отримав урядове замовлення на кантату «Німецьке Воскресіння», яка повинна була оспівувати велич Третього рейху; це замовлення Шмідт виконати не встиг (твір зберігся в клавірі). В останні роки життя працював також над камерними творами на замовлення піаніста Пауля Вітгенштайна.

## Вибрані твори
- Опера «Нотр-Дам» (лібрето за книгою В. Гюго; прем'єра — Відень, 1914)
- Ораторія «Книга за сімома печатками» (нім. Das Buch mit sieben Siegeln, на тексти Апокаліпсису; 1937; прем'єра — Відень, 1938)
- Кантата «Німецьке Воскресіння» (нім. Deutsche Auferstehung; 1938—1939, клавір; прем'єра в оркестровці Роберта Вагнера — Відень, 1940)
- Симфонія № 1 E-dur (1899; прем'єра — Відень, 1902)
- Симфонія № 2 Es-dur (1913; прем'єра — Відень, 1913)
- Симфонія № 3 A-dur (1928; прем'єра — Відень, 1928)
- Симфонія № 4 C-dur (1933; прем'єра — Відень, 1934)